# Сероголовая беседковая птица
Сероголовая беседковая птица (лат. Chlamydera cerviniventris) — вид воробьинообразных птиц из семейства птиц-шалашников.

## Распространение
Сероголовая беседковая птица распространена в Австралии и Новой Гвинее. В Новой Гвинее вид распространен от центральной части полуострова Доберай, по большей западной части отстрова, от Джаяпуры на севере до Мерауке на юге. Проникает вглубь страны на северные склоны гор Бисмарка. В Австралии встречается вдоль северного и северо-восточного побережья полуострова Кейп-Йорк, на юге до графства Кук. Живет в сухих прибрежных лесах с преобладанием эвкалипта и чайного дерева как на равнинах, так и на возвышенностях.

## Описание
Это птицы небольшого размера. Длина тела достигает 29 см. Вес самцов составляет 145—182 г, самки немного меньше — 117—170 г. Длина клюва от 2,8 до 3,5 см.